# Fackföreningsrörelsens institut för ekonomisk forskning
Fackföreningsrörelsens institut för ekonomisk forskning, FIEF, var ett svenskt nationalekonomiskt forskningsinstitut i Stockholm med LO som huvudman som existerade från 1985 till 2006.

## Historik
FIEF bildades 1985 med det näringslivsanknutna Industriens Utredningsinstitut som förebild, men med en forskningsinriktning på ekonomiska frågeställningar av intresse för fackföreningsrörelsen.
FIEF drevs i stiftelseform med ambitionen att i första hand bedriva vetenskaplig verksamhet, med inriktning på arbetsmarknadsekonomi, makroekonomi och strukturekonomi. 2002 fanns sju forskare vid FIEF och budgeten omfattade 7,5 miljoner kronor.
Vid bildandet fanns ambitionen att FIEF skulle drivas gemensamt av hela fackföreningsrörelsen, och inte bara LO. De nära partipolitiska kopplingarna mellan socialdemokraterna och LO, i kombination med den politiska karaktären hos många frågor som föll inom FIEF:s forskningsområde, gjorde dock att de två andra fackliga centralorganisationerna TCO och SACO aldrig gick att intressera för ett samarbete i denna form. FIEF förblev ett LO-drivet institut under hela sin existens.
2005 fattade LO beslutet att inte anslå några mer pengar till FIEF, och institutet lades därefter ner 2006.

## Chefer
Följande personer verkade som chefer för FIEF:
- 1985–1995: Villy Bergström
- cirka 1995–1997: Susanne Ackum Agell
- 1997–2004: Sten Johansson
- cirka 2004–2006: Juhana Vartiainen